# Kamp Overbroek
Kamp Overbroek, gelegen aan de Nieuwe Dijk tussen Ochten en Kesteren, was vanaf 1941 een werkkamp gebouwd in het kader van de Rijksdienst voor de Werkverruiming.

## Naam
Kamp Overbroek was gelegen aan de Nieuwe Dijk en de Burgemeester Houtkoperlaan, op een stuk grond dat kadastraal bekend is als gemeente Ochten sectie A 125. Het lag op de grens met de gemeente Kesteren, in een terrein dat Het Overbroek werd genoemd. Tijdens de oorlog viel Ochten onder de gemeente Echteld. Door de bestuurders werd het kamp kamp Ochten genoemd, de bevolking sprak van kamp Overbroek en de bewoners noemden het kamp kamp Kesteren.

## Opbouw
Voor Kamp Overbroek werd op 26 juni 1941 een gedeeltelijke bouwvergunning verleend aan de Rijksdienst voor de Werkverruiming. Het betrof de bouw van een gebouw voor de watervoorziening, een wasgebouw met douches, een toiletgebouw en een berging. Voor de (tijdelijke) houten woongebouwen was gezien de woningwet 1901 geen bouwvergunning nodig. Totaal konden er 192 werklozen in het kamp verblijven. Albertus Sanders uit Ochten werd januari 1942 als nachtwaker aangesteld. Enige maanden later volgde de aanstelling van Johannus Kalfsbeek als kok/beheerder. Aanvankelijk werden er werklozen in het kamp gehuisvest. Waarschijnlijk kwamen de eersten na de komst van Kalfsbeek aan. De bewoners van het kamp moesten helpen bij het slopen van een deel van de Grebbelinie; de Linie Ochten-Spees, Kesteren. Verder werden zij ingezet om de oorlogsschade van 1940 te herstellen.

## Joodse periode

### Wachtkamer
Oorspronkelijk zou het kamp na de sloop van de Linie zelf ook gesloopt worden. Maar al vrij snel na ingebruikname bevonden er zich in het kamp nog enkel 127, later 143, Joden, die er zes weken verbleven. Het kamp was toen eigenlijk in gebruik als wachtkamer voor Kamp Westerbork. De Joodse mannen werden in die periode als arbeider ingezet bij graafwerkzaamheden aan de Linie. Op 9 september 1942 werd er gepoogd een kantinebeheerder in het kamp aan te stellen. Deze werd echter niet gevonden. In de nacht van 2 op 3 oktober 1942 (Jom Kipoer) werden alle Joodse mannen uit de werkkampen, zo ook die uit Kamp Overbroek, naar Kamp Westerbork afgevoerd. Hun was wijsgemaakt dat daar gezinshereniging zou plaatsvinden. Het werk wordt beschreven als extreem zwaar en het verblijf als een soort gevangenschap. Het redelijke rantsoen werd na enige tijd aanmerkelijk kleiner, omdat de bezetter het niet nodig vond om voldoende voedsel aan Joden te verstrekken. Het lijkt erg waarschijnlijk dat de gevangenen via Station Kesteren kwamen en gingen.

### Joodse arbeiders
In het kamp verbleven Salomon Jonas Heiman Frankenhuis (Haaksbergen, 12 augustus 1887 - Auschwitz, 12 oktober 1942) en Siegfried Franken (Herbern Dld. 1899 - nabij Auschwitz eind 1942) en diens zoon Levie. Verder Erich (1904-1944) en Siegfried (1910-1944) Roozendaal en Wolf Leib Israel Engländer(Hamburg ,1893–werkkamp nabij Auschwitz, 1943). Alsmede Frits Hartz en Hartwich Lievendag (1915)) en Iwan Zilversmid.
Van de overige Joodse bewoners is niets bekend.

## NAD kamp
Na het vertrek van de joden werd het kamp gebruikt voor het huisvesten van leden van de Nederlandse Arbeidsdienst. Vanaf 1944 werden (gedwongen) arbeiders ingezet om de verdedigingsdijk van de Grebbelinie weer in de oorspronkelijke staat te herstellen. Mogelijk woonden er ook enige Duitse bezetters in die periode. Eind 1944 werd het gebied geïnundeerd.

## Na de oorlog
Na de oorlog werd kamp Overbroek onderkomen voor personen die door het oorlogsgeweld hun huis waren kwijtgeraakt. In het begin woonden er ook gezinnen in bijgeplaatste tenten. Vervolgens kwamen er driehonderd vaak Friese arbeiders terecht die werden ingezet voor de wederopbouw van Ochten. In die tijd, 1947, werd het kamp onder toezicht van de Rijksgebouwendienst gerenoveerd en omgebouwd naar 22 woningen met een keuken, een woon- en een slaapkamer. Bekende Nederlandse artiesten traden in die periode in het kamp (vaak gratis) op voor deze groep arbeiders. In 1950 werden Indische Nederlanders, spijtoptanten, in het kamp opgevangen. Vanaf februari 1951 verbleven er Molukkers, Ambonezen, in het kamp. Deze 22 gezinnen bleven er tot het einde van de jaren zestig wonen. In die periode heette het kamp woonoord Het Overbroek. In 1970 werd het kamp gesloopt. Nu loopt de Betuweroute door het gebied van het vroegere kamp heen. In het gedeelte tegen de Nieuwe Dijk aan is een tuin.